# Műugrás az 1968. évi nyári olimpiai játékokon
Az 1968. évi nyári olimpiai játékokon a műugrásban négy bajnokot avattak, két férfi és két női számban.

## Éremtáblázat
(A táblázatokban a rendező ország csapata eltérő háttérszínnel, az egyes számoszlopok legmagasabb értéke, vagy értékei vastagítással kiemelve.)
| Az 1968. évi nyári olimpiai játékok éremtáblázata műugrásban | Az 1968. évi nyári olimpiai játékok éremtáblázata műugrásban | Az 1968. évi nyári olimpiai játékok éremtáblázata műugrásban | Az 1968. évi nyári olimpiai játékok éremtáblázata műugrásban | Az 1968. évi nyári olimpiai játékok éremtáblázata műugrásban | Olimpia  |
| ------------------------------------------------------------ | ------------------------------------------------------------ | ------------------------------------------------------------ | ------------------------------------------------------------ | ------------------------------------------------------------ | -------- |
|                                                              | Ország                                                       | Arany                                                        | Ezüst                                                        | Bronz                                                        | Összesen |
| 1.                                                           | Egyesült Államok (USA)                                       | 2                                                            | 0                                                            | 4                                                            | 6        |
| 2.                                                           | Olaszország (ITA)                                            | 1                                                            | 1                                                            | 0                                                            | 2        |
| 3.                                                           | Csehszlovákia (TCH)                                          | 1                                                            | 0                                                            | 0                                                            | 1        |
|                                                              |                                                              |                                                              |                                                              |                                                              |          |
| 4.                                                           | Szovjetunió (URS)                                            | 0                                                            | 2                                                            | 0                                                            | 2        |
| 5.                                                           | Mexikó (MEX)                                                 | 0                                                            | 1                                                            | 0                                                            | 1        |
|                                                              |                                                              |                                                              |                                                              |                                                              |          |
| Összesen                                                     | Összesen                                                     | 4                                                            | 4                                                            | 4                                                            | 12       |

## Érmesek

### Férfi számok
| Az 1968. évi nyári olimpiai játékok érmesei férfi műugrásban |                                            |                                   |                                      |
| Versenyszám                                                  | Arany                                      | Ezüst                             | Bronz                                |
| Műugrás                                                      | Bernard Wrightson · Egyesült Államok (USA) | Klaus Dibiasi · Olaszország (ITA) | James Henry · Egyesült Államok (USA) |
| Toronyugrás                                                  | Klaus Dibiasi · Olaszország (ITA)          | Álvaro Gaxiola · Mexikó (MEX)     | Edwin Young · Egyesült Államok (USA) |

### Női számok
| Az 1968. évi nyári olimpiai játékok érmesei női műugrásban |                                          |                                      |                                           |
| Versenyszám                                                | Arany                                    | Ezüst                                | Bronz                                     |
| Műugrás                                                    | Susanne Gossick · Egyesült Államok (USA) | Tamara Pogozseva · Szovjetunió (URS) | Keala O'Sullivan · Egyesült Államok (USA) |
| Toronyugrás                                                | Milena Duchková · Csehszlovákia (TCH)    | Natalja Lobanova · Szovjetunió (URS) | Ann Peterson · Egyesült Államok (USA)     |